# Демидов (Львовская область)
Демидов (укр. Демидів) — село в Ходоровской городской общине Стрыйского района Львовской области Украины.
Население по переписи 2001 года составляло 364 человека. Занимает площадь 1,14 км². Почтовый индекс — 81763. Телефонный код — 3239.